# Handala
Handala (o Hanzala), dall'arabo حنظلة ("vignettista") è un personaggio creato dall'artista palestinese Naji al-Ali.

## Caratteristiche
È un bambino di 10 anni, con capelli ispidi, piedi nudi e toppe sui vestiti; il suo volto non è visibile poiché viene mostrato sempre di spalle e con le mani intrecciate dietro la schiena, come una presenza muta ma ostinata.
Il personaggio ha molteplici significati: la sua testa assomiglia a un sole, che simboleggia il futuro; i suoi capelli sono come gli aculei di un riccio, per difendersi; ha i piedi nudi perché è povero come i bambini dei campi di rifugiati; mostra sempre le spalle a chi lo guarda perché non d'accordo con la situazione attuale (mostrerà il suo volto solo quando la situazione cambierà); lo sguardo è rivolto ai villaggi, al mondo; è rimasto bambino, perché quando fu costretto ad abbandonare il suo villaggio era bambino, e la sua vita continuerà, e quindi crescerà, solamente quando potrà fare ritorno a casa.
Su di lui, il suo autore ha scritto: «Inizialmente era un bambino palestinese, ma il suo significato si è sviluppato con un orizzonte prima nazionale, poi globale e umano. È un semplice bambino povero, e questa è la ragione per la quale le persone lo hanno adottato e lo sentono come simbolo della loro coscienza».
È inoltre il logo della "Commission for Freedom and Justice Through Humor".

## Edizioni in italiano
- Handala un bambino in Palestina, traduzione di Ercole Leo, introduzione di Joe Sacco, Marotta&Cafiero editori, 2022, ISBN 9788831379359.